# Carlos Arruza
Carlos Arruza (nacido Carlos Ruiz Camino, México, D. F., 17 de febrero de 1920 - Toluca de Lerdo, Estado de México, 20 de mayo de 1966) fue un torero mexicano, uno de los toreros más destacados del siglo XX. Fue conocido como El Ciclón. Fue padre de los también matadores de toros Carlos Arruza y Manolo Arruza y compadre del también torero Manuel Capetillo.

## Biografía
Arruza nació en México de padres españoles y sobrino del poeta León Felipe. Comenzó su carrera como torero a los 14 años en la Ciudad de México, y se trasladó a España en 1944. Tomó la alternativa el 1 de diciembre de 1940 de manos de “Armillita Chico”; Antonio Bienvenida le dio la confirmación en Madrid. Junto a Manolete, fue considerado uno de los mejores matadores de toros del inicio de la década de 1940.
Matador de pie y a caballo, ya una vez retirado como diestro a la usanza española, Arruza se retiró a un rancho fuera de la Ciudad de México en 1953, pero regresó a los ruedos como rejoneador. Su galanura lo llevaron a actuar en dos películas mexicanas acerca de los toros, y participó en 1960 en la película clásica de John Wayne, El Álamo, en donde representó al Gral Antonio López de Santa Anna. Su vida se plasmó en un documental de 1971 dirigido por Budd Boetticher.

## Alternativa
Carlos Arruza tomó la alternativa en la plaza El Toreo, el 1 de diciembre de 1940, llevando de padrino a Fermín Espinosa "Armillita Chico", y testigo a Francisco Gorráez, con toros de Piedras Negras.
Confirmó el doctorado en Madrid el 18 de julio de 1944, teniendo de padrino a Antonio Bienvenida, hecho que se suscitó una vez que se derogó la prohibición como represalia por el apoyo que México prestaba a los exiliados republicanos de la guerra civil española.

## Corridas memorables
El 19 de septiembre de 1944 en la plaza de toros de Valladolid, realiza por vez primera el adorno denominado el teléfono ante un toro de la ganadería Pablo Romero.
Con el Monstruo de Córdoba Manuel Rodríguez Manolete alternó alrededor de 60 corridas de toros en 1945. Arruza fue también un brillante banderillero. Al torero mexicano le es atribuida la invención de la suerte del toreo denominada Arrucina.
En 1947, durante la tradicional feria navideña, alterna en la plaza de toros Colón de Querétaro con Luis Procuna y Paco Gorraez El Cachorro de Querétaro, en la despedida de este último.

## Fallecimiento
Carlos Arruza murió el 20 de mayo de 1966 en un accidente automovilístico. Circulando por la carretera de Toluca rumbo a la Ciudad de México, viniendo de su finca Dolores el chofer, que era su mozo de espadas Jorge Rosales Aragón, tomó una curva a exceso de velocidad en pavimento húmedo y resbaladizo, ya que en la tarde de ese día había pertinaz lluvia, lo cual originó que el vehículo derrapara, se estrellara contra un camión y diera una vuelta de campana. El matador fue atendido en el lugar del accidente, en la cuneta de la carretera, por elementos de la Cruz Roja Mexicana, pero prácticamente en estado agónico, falleciendo a los pocos minutos, cuando era llevado al hospital.